# SN 1999er
SN 1999er – supernowa typu II odkryta 1 października 1999 roku w galaktyce M-01-08-08. W momencie odkrycia miała maksymalną jasność 20,40m.